# Saison 2 de Super Noël
Chronologie
Saison 1
Cet article présente les six épisodes de la deuxième saison  de la série télévisée américaine Super Noël, la série (Sur les traces du Père Noël: La Série au Québec, The Santa Clauses),.

## Synopsis
La famille Calvin est de retour au Pôle Nord et Scott poursuit son rôle de père Noël après que ses plans de retraite aient été contrariés par l’impossibilité de trouver un successeur digne de ce nom dans la première saison. Maintenant que Scott et sa famille ont réussi à sauver Noël, Scott se concentre sur la formation de son fils Calvin pour qu’il reprenne l’entreprise familiale en tant que Père Noël.

## Distribution

### Acteurs principaux
- Tim Allen (VF : Michel Papineschi) : Scott Calvin / le Père Noël
- Elizabeth Mitchell (VF : Rafaèle Moutier) : Carol Newman Calvin / la Mère Noël
- Austin Kane (VF : Benjamin Bollen) : Buddy « Cal » Calvin-Claus
- Elizabeth Allen-Dick (VF : Lila Lacombe) : Sandra Calvin-Claus
- Matilda Lawler (VF : Coralie Thuilier) : Betty
- Devin Bright (VF : Kylian Trouillard) : Noel
- Eric Stonestreet (VF : Bernard Métraux) : Magnus Anthas / le Père Noël fou
- Gabriel Iglesias (VF : Laurent Gris) : Kris Kringle

### Acteurs récurrents
- Laura San Giacomo (VF : Daria Levannier) : Befana, la sorcière
- Marta Kessler (VF : Léopoldine Serre) : Olga
- Ruby Jay (VF : Amandine Hauguel) : Riley
- Liam Kyle : (VF : Cécile Gatto) : Gary
- Isabella Bennett (VF : Bianca Tomassian) : Edie
- Sasha Knight (VF : Hannah Vaubien) : Crouton
- Lincoln Bodin (VF : Bianca Tomassian) : Luke
- Miya Cech (VF : Clara Quilichini) : Docteur Martin
- Izaac Wang (VF : Enzo Ratsito) : Hugo

### Invités
- Kevin Pollak (VF : Jacques Bouanich) : Cupidon
- Tracy Morgan (VF : Frantz Confiac) : lapin de Pâques
- Michael Dorn (VF : Rody Benghezala) : le marchand de sable

## Liste des épisodes

### Chapitre 7:La Clause du Kribble Krabble
- mondiale : 8 novembre 2023 sur Disney+

En 1307 après J.-C., Magnus Antas, le Père Noël fou, et son acolyte gnome Olga s'échappent d'une sorte de soulèvement après avoir juré qu'il reviendra. 716 ans plus tard, Magnus a en quelque sorte été emprisonné dans un casse-noix et appartient à Kris Kringle qui dirige un parc à thème du Père Noël à Chicago, dans l'Illinois, qui est en train de s'effondrer. Ce soir-là, Scott et sa famille font leurs livraisons de Noël et s'arrêtent chez Kris. Il se réveille pour voir la boule à neige et est heureux du cadeau, bien que Scott révèle plus tard que la magie s'en va après une semaine.
De retour au pôle Nord, Scott décide qu'il veut faire un cadeau de Noël en donnant une entreprise familiale. Carol décide qu'elle veut diriger l'E.L.F.S. en raison de son manque d'action, principalement à cause de Gary qui, selon Betty, est "incompétent et pas bien aimé". Scott suggère en outre que son fils Cal prenne en charge l'entreprise familiale après la révélation qu'il a des pouvoirs. Plus tard, ils informent Sandra qu'elle sera la "gardien des créatures" en raison de sa capacité à communiquer avec les animaux. Les Calvins célèbrent l'anniversaire de Cal et il utilise sa bougie d'anniversaire pour invoquer Riley au pôle Nord, à sa grande surprise.
Carol explique que Cal pourrait ne pas convenir au poste, mais Scott pense le contraire et est légèrement préoccupé par le fait qu'il n'ait pas oublié Riley. Betty et Noel discutent des événements récents avec le premier en croyant que Scott est sur le point de commettre de graves erreurs. Elle explique qu'elle pourrait facilement l'aiter à revenir en arrière en lui faisant croire que c'était son idée. Noel découvre que Betty a été choisie pour participer à la clause Kribble Krabble, une clause pour les elfes dans laquelle ils doivent passer du temps dans le monde réel, sans exception. Betty a essayé d'échapper à la clause, mais le reste des elfes la force à partir.
Riley est impressionnée par la vie de Cal au pôle Nord, mais les deux apprennent que Sandra commence à s'énerver de sa capacité à entendre les animaux parler alors qu'ils ne font rien, mais se plaignent. Scott confronte Cal sur la connaissance de Riley du pôle Nord et lui permet à contrecœur de garder ses souvenirs, bien qu'il continue à la surveiller. Carol commence à travailler avec Gary et s'énerve contre son comportement. Betty informe Scott de la clause Kribble Krabble et il la soutient pleinement, lui disant qu'elle a besoin d'une pause du travail. Betty est forcée de mettre Noel en charge, qui admet qu'il est trop incompétent pour gérer les choses, et met secrètement Edie en charge. Une célébration de départ est organisée pour elle et Scott met en avant ses plans une fois qu'elle sera partie.

### Chapitre 8:Flocon
- mondiale : 8 novembre 2023 sur Disney+

Scott continue d'apporter des changements au pôle Nord et veut que Carol poursuive son enquête, comme les informations manquantes sur Magnus Antas, tandis qu'elle veut elle-même continuer à chercher le casse-noix disparu. Scott reçoit la visite de Cupidon qui révèle que lui et les autres légendaires sont préoccupés par le choix de Scott de choisir Cal comme successeur, car il est clairement inapte à diriger et est très concentré avec  Riley pour diriger le pôle Nord. Scott parvient à calmer Cupidon, principalement en faisant chanter ses connaissances sur la façon dont il a rencontré sa femme, et Cupidon promet qu'il parlera aux autres Légendaires.
Noel et Edie travaillent dur pour essayer de localiser le casse-noix eux-mêmes, ignorant son sort. Il est démontré que Magnus a adopté la technologie moderne et s'est lié d'amitié avec Kris. Il est également révélé que son acolyte gnome Olga, qui déteste les elfes, était gelé avec lui et s'est caché sur son dos tout ce temps. Olga insiste pour qu'il revienne à leurs plan d’origine qui font peur, mais Magnus est satisfait du nouveau monde dans lequel il se trouve. Sandra se rend chez la Befana pour obtenir de l'aide pour comprendre ce qui lui arrive. Après avoir vu ses pouvoirs se manifester pour la première fois, Befana est convaincue que Sandra est une sorcière, ayant acquis des capacités simplement en étant née au pôle Nord.
Carol continue de travailler avec Gary au sujet du vol du casse-noix et commence à remarquer qu'il traîne presque intentionnellement les pieds sur toute la mission. Sandra décide de s'entraîner sous La Befana pour maîtriser ses capacités de sorcière. Noel et Edie donnent une conférence sur l'histoire de Noël à Scott, Cal et Riley où Scott insiste pour qu'ils parlent de Magnus Antas. Edie révèle qu'ils ont l'habitude de baser leurs opérations en Europe, mais les humains voulaient profiter de leur magie, alors Magnus a déplacé tout le monde au pôle Nord. Noel révèle qu'il a rencontré Betty en 1197 après J.-C. et qu'il était ensemble depuis. Scott ne comprend toujours pas pourquoi toute information sur Magnus est vague surtout pour ne pas l’avoir vu dans le Santa-verse.

### Chapitre 9:Pas de magie à table!
- mondiale : 15 novembre 2023 sur Disney+

Magnus continue de se frayer un chemin pour prendre le contrôle du pôle Nord, mais trois mois se sont écoulés et sa magie n'est pas revenue, à la grande gêne et à la consternation d'Olga. Après avoir discuté avec un employé de Santopolis, ils essaient de faire un covoiturage, mais aucun accepte de les prendre, jusqu'à ce qu'ils se rendent compte que c'est presque Pâques. Olga kidnappe le lapin de Pâques, qui était autrefois un ami proche de Magnus, pour essayer de le forcer à les ramener au pôle Nord, mais il réussisse à s’échapper.
Scott continue de former Cal, mais il est clairement mal équipé pour être le prochain Père Noël. Pendant ce temps, La Befana continue de former Sandra à devenir une sorcière. Elle montre un intérêt pour la transfiguration, mais Befana lui dit que c'est une tâche trop difficile et dangereuse. Carol commence à s'inquiéter et commence à devenir jalouse quand Sandra passe plus de temps avec Befana et est encore plus furieuse quand Scott compare Befana à une "tante cool". Scott décide d'inviter la Befana à dîner, mais à la suite d'un problème de dernière minute, il laisse Carol passer une soirée maladroite avec elle. Sandra en déduit que Carol est jalouse et s'en va dans sa chambre. Befana dit à Carol que Sandra a besoin de sa mère et qu'elle ne cherche pas à la remplacer.
Cal continue de sentir qu'il n'est pas prêt à être le Père Noël. À la suggestion de Carol, Scott décide de sortir Cal pour "boire", mais pas avant d'avoir reçu une lettre inquiétante, mais enfantine, de Magnus et Olga. Pendant son séjour avec Cal, Scott admet qu'il est fier de lui et qu'il l'aime. Cal est heureux de savoir que son père se soucie toujours de lui, mais devient triste quand Riley ne lui répond pas. En parlant avec Sandra, le lapin de Pâques arrive soudainement pour avertir les Calvins de Magnus, mais à cause d’une dispute entre frères et sœurs, le lapin de Pâques est transformé par accident en un lapin ordinaire par Sandra. Befana est choquée que Sandra ait pu faire une telle chose avec une formation aussi limitée et suggère de rester à l'écart pendant un certain temps, la mettant ainsi en colère.

### Chapitre 10:Miracle sur Creek Dead Road
- mondiale : 22 novembre 2023 sur Disney+

Scott commence à avoir des visions de Magnus Antas mais lui et sa famille sont confrontés à la décision de devoir s'occuper de Pâques cette année pendant que la Befana essaye de ramener le lapin de Pâques à sa forme  normale. Cela rend Noel de plus en plus stressé, l'obligeant à porter une montre pour surveiller son niveau de stress. S’il dépasse le sommet, il pourrait littéralement exploser. Carol et Sandra se rendent chez le lapin de Pâques pour récupérer ses œufs où Carol laisse libre cours à la colère de Sandra à la suite de sa dispute avec la Befana en détruisant les meubles du lapin de Pâques qui est déjà désordonné. Scott et Cal se préparent à l'arrivée du marchand de sable pour voir l'apprentissage de Cal. Les elfes donnent à Scott une montre qui peut le lui redonner un forme humain et un chapka avec des oreilles de lapin pour le rendre invisible aux yeux des personnes qui ne sont pas reliées à la magie Noël.
Même si Magnus porte le gilet, celui-ci est impuissant pour vaincre Scott sans son "amulette" et décide alors d’utiliser la  magie qu’il possède pour transformer Santaopolis en un lieu littéralement magique, en espérant qu'il attirera l'attention de Scott. Kris est impressionné par les changements surtout parce que ça lui a permis de ne pas vendre le parc à la demande de son père, même s'il n'est pas sûr du plan de Magnus et se sent même jaloux lorsque son idole commence à attirer plus de gens que lui dans le parc grâce à une démonstration de sa magie. Les elfes découvrent la magie de Noël, mais ne savent pas quoi faire car ils ne veulent pas avertir Scott de peur de ce qu'il pourrait leur arriver. À l'exception de Crouton, le reste des elfes acceptent de ne rien dire à Scott.
Le marchand de sable arrive pour tester Cal, mais le groupe l'a intelligemment endormi afin qu'ils puissent continuer à organiser secrètement la fête de Pâques. Lorsque le marchand de sable se réveille, Scott le convainc qu'il s'est endormi pendant le test de vol de Cal et le marchand de sable prétend qu'il était éveillé tout du long. Scott et Cal continuent de voyager la veille de Pâques, via en traîneau rénové, et vont de maison en maison pour laisser des œufs de Pâques dans les maisons des gens. Alors que la nuit devient compliquée, même quand Cal a confondus les vrais œufs avec des œufs puantes, les deux parviennent à s'en sortir.

### Chapitre 11:B-E-T-T-Y
- mondiale : 29 novembre 2023 sur Disney+

Alors qu'elle est dans le monde humain, Betty voit Magnus Antas et Olga aux nouvelles faisant la promotion de la nouvelle Santaopolis de Kris. Scott et Carol retournent au pôle Nord où Doc Martin découvre que la boule de neige que Magnus a lancée sur Scott, a drainé une partie de sa magie, bien que ce soit temporairement. Parce qu'il venait d'un autre Père Noël, cela a également drainé Magnus. Betty revient au Pôle Nord pour enfin révéler qui est Magnus. Cal essaie de retrouver son gilet, sans se souvenir qu'il l'a laissé tomber, et croise Sandra qui lui dit d'utiliser sa magie de Père Noël pour le trouver. Cal se rend compte que son gilet est en possession de Magnus, mais dit à Sandra qu'il est chez la Befana et l’encourage à aller la voir pour se réconcilier. Cal utilise le traîneau et les rennes pour le faire sortir du Pôle Nord afin de récupérer son gilet. Sandra et Befana garde une tension tendue mais elles finissent par se réconcilier et décident de collaborer ensemble pour retransformer le lapin de Pâques après que la Befana l’ait changé en citron.
Betty révèle que dans le passé, Magnus était considéré comme le meilleur père Noël avant Scott, mais il s'est corrompu après avoir déplacé ses opérations vers le Pôle Nord. Il a commencé à utiliser du charbon pour les personnes vilaines, ce qui l’a amené à travailler avec les gnomes qui ont rapidement influencé Magnus au point de devenir un tyran car il voulait changer les gens en casse-noisette. Il est devenu si craintif qu'il a effrayé l'elfe en chef d'origine, Bernard, mais il a laissé derrière lui un plan de secours pour les elfes. Les elfes ont fait appel à Befana, une légendaire à l'époque, pour obtenir l'aide des autres Legendaires, mais ils ont refusaient. Befana a plutôt pris certains des objets des légendaires (arcs de cupidon, sables somnifères du marchand de sable, terrier de poche du Lapin de Pâques et des éléments de Mère Nature) et les a donnés aux elfes avant de démissionner comme l'un d'entre eux. Après la défaite des gnomes par les elfes, Magnus fut encerclé par les elfes mais il leurs jura de se venger sur chacun d’entre eux avant que la Befana ne le transforme en casse-noisette avec Olga qui se cacher sur son dos. Betty s'attend à être viré par les Calvins parce qu'elle à désobéit au Père Noël et parce qu’elle leurs a menti, mais ils lui pardonne facilement, disant qu'elle a fait la bonne chose en arrêtant Magnus pour commencer.
Cal arrive à Santaopolis où il est confronté à Magnus et Olga. Ils se rendent compte que le nouveau père Noël est un humain, parce qu'il a un fils, et le tiennent en otage, lui et Kris, après que ce dernier ait tenté d'appeler la police pour mettre fin à la folie de Magnus. Magnus, dans un état de colère, transforme Cal en casse-noisette, ce qui a épuisé la dernière source de magie du gilet mais malgré sa faiblesse, Magnus et Olga s’emparent du traîneau pour se rendre au pôle Nord afin de récupérer son amulette.

### Chapitre 12:Wanga Banga Langa!
- mondiale : 6 décembre 2023 sur Disney+

Avec Betty de retour au Pôle Nord, Noel reçoit la confiance dont il a besoin pour le retour de Magnus Antas alors que lui et Olga reviennent en course sur leur traîneau. De retour à Santapolis, Scott et Carol arrivent pour découvrir que Cal a été transformé en casse-noisette et trouvent Kris qui est ravi de voir le Père Noël, après l'avoir vu lors de sa première nuit il y a de nombreuses années. Scott ne peut pas transformer Cal en forme humaine car sa magie est faible et Kris révèle que Magnus et Olga viennent de partir pour le Pôle Nord, mais fournit également à Scott et Carol un moyen de revenir et supplie de les en mener avec eux.
Magnus et Olga arrivent au Pôle Nord où ce dernier affronte Betty, sa rivale. Les deux se battent avec leurs propres armes avant de s'écraser dans le sol et dans l'étable des rennes. Olga commence à fouiller l'usine et devient séduite par l'endroit et Betty la contraince. Olga révèle que les gnomes n'ont que la capacité de construire des choses "utiles" comme des jouets et crée une grosse cartouche d’imprimante. Betty l'aide à en faire une fusée et lui enseigne en outre qu'il y a un art à créer des jouets. 
Carol retrouve Sandra alors qu'ils partent à la recherche de l'amulette magique avant Magnus. Scott rencontre Magnus et les deux ont une confrontation enfantine et Magus accuse Scott d’avoir forcé son fils de reprendre sa succession. Les gnomes arrivent, mais au lieu d'aider Magnus, ils aident Scott. Noel les a convaincus que leur différence entre eux est futile et ce que représente Noël ce qui les convaincus de l’aider. Les héros découvrent trop tard que l'amulette est une tasse que Scott buvait pendant des années depuis qu’il est devenu père Noël. Magnus en boit et retrouva ainsi ses pouvoirs. Scott et La Befana se rendent compte que les pouvoirs de Sandra proviennent de l'esprit de Noël qui les entoure et elle utilise ses pouvoirs de sorcière accrus pour ramener Cal à la normale qui saisit ensuite la tasse de Magnus.
Voyant sa situation, Magnus attendait que Scott le retransforme en casse-noisette mais celui-ci refuse car il admet se qu’il à dit à propos de Cal et affirme qu’il à de la bonté pour les humains. Cela ne suffit pas pour Magnus et il s’enferme dans une cellule de prison. Scott et Carol lui parlent un peu du bon sens et Magus avoue qu’il à aimé les acclamations des gens à Santapolis et Kris lui explique qu’il à attirer du monde grâce à sa magie. Magnus décide de devenir artiste avec Kris dans son parc.
Le Pôle Nord célèbre avec un bal de fin d'année pour Cal avec Riley comme cavalière où tous les deux reprennent une relation et Scott accord sa bénédiction à Cal pour qu’il vive dans le monde humain avec Riley puis il proposa à la Befana de lui rendre son titre de légendaire mais celle-ci refuse. Olga décide de se séparer de Magnus à l'amiable, mais aussi avec tension. Sandra à réussi à retransformer le Lapin de Pâques. Scott et Carol apprennent que Betty continuera son Kribble Krabble, mais Noel a également choisi d'y aller avec elle. Malgré la possibilité qu'ils ne reviennent jamais, comme ce fut le cas avec Bernard et Curtis, les deux partent joyeusement pour vivre la vie sur Terre.